# トヨタ・ガイア
ガイア（GAIA）は、かつてトヨタ自動車が製造・販売していたミニバン型の自動車である。

## 概要
初代イプサムの姉妹車である。イプサムから全長を90mm、全高を20mm伸ばし、大ヒットしていたホンダ・オデッセイの対抗馬として急遽開発された。ベース車のイプサム同様、コロナプレミオのプラットフォームを用いる関係上5ナンバーサイズであり、取り回しの良さも健在であった。なお2代目イプサムは全長・全幅が共にガイアを上回り、位置付けが逆転することとなる。
発売当初、エンジンはガソリンエンジンは3S-FE型直4DOHC2,000ccと、3C-TE型直4SOHC 2,200ccのターボ付ディーゼルエンジンを搭載した。なお、ガソリン車は後のマイナーチェンジで1AZ-FSE型直4DOHC2,000cc に換装に換装されたが、ディーゼルエンジン車は販売終了まで換装されることはなかった。駆動方式はFFおよび4WD。4WDは姉妹車のイプサム同様ガソリンエンジンのみの設定で、トランスミッションは全車コラム式4速ATが搭載された。
車両形式は3S-FE型エンジン搭載車がSXM10G、1AZ-FSE型エンジン搭載車がACM10G、3C-TE型エンジン（2WDのみ）搭載車がCXM10Gで、4WD車はそれぞれSXM15G、ACM15Gとなる。
初代イプサムの上級仕様でもあり、イプサムにはない2列目キャプテンシート仕様（6人乗り）が設定され、ルーフを車両後端まで延長して切り落としたデザインとしたため、3列目の居住性も改善されていた。
取り扱いディーラーはトヨタ店。

## M1G型 （1998年-2004年）
- 1998年5月29日 - 発売を開始。
- 2000年4月 - エアロパッケージが追加され、ワイドマルチAVステーションIIが1999年モデルに変更された。
- 2001年4月13日 - マイナーチェンジ。フェイスリフト並びにディスクホイールの15インチ化とナビのDVD化を実施。ワイヤレスドアロックにハザードアンサーバックを追加。ガソリン2WD車のエンジンが筒内直噴（D-4）の1AZ-FSEに換装された。
- 2002年8月9日 - ガソリン4WD車のエンジンも1AZ-FSEに換装。エンジンの一部改良に伴いガソリン2WD車および車重1520kg以上の4WD車には「平成22年度燃費基準+5%」、車両重量1510kg以下の4WD車には「平成22年度燃費基準」、ディーゼルターボ車には「平成17年度燃費基準」をそれぞれ達成。同時にステアリングのデザインも変更された[2]。
- 2004年8月 ｰ 生産終了[3]。
- 2004年9月 - 販売終了。